# Andreas Biederbick
Andreas Biederbick (* 12. März 1909 in Neuss; † 14. Oktober 1990 in Heinsberg) war ein deutscher Polizeibeamter und SS-Führer.

## Leben
Nach dem Schulbesuch studierte Biederbick Geschichtswissenschaft. 1937 promovierte er bei Max Braubach zum Dr. phil. Zum 1. Dezember 1931 trat er in die NSDAP (Mitgliedsnummer 695.477), im selben Jahr in die SS und dort in den SD ein (SS-Nummer 97.094).
1936 trat Biederbick ins SD-Hauptamt ein. Bald darauf wurde er Referent für Frankreichfragen im Geheimen Staatspolizeiamt. Nach der Gründung des Reichssicherheitshauptamtes (RSHA) übernahm er dort als SS-Sturmbannführer das analoge Referat II D 4 in der Abteilung II D („Auslandsprobleme“) der Amtsgruppe II (SD). Im Anschluss an die Kapitulation Frankreichs im Juni 1940 war Biederbick bis ins Jahr 1942 als Führer eines SS-Sonderkommandos nach Frankreich abkommandiert. 
Von Dezember 1943 bis September 1944 gehörte Biederbick der SD-Abteilung beim BdS Brüssel an. Anschließend kam er wieder für kurze Zeit ins RSHA. Später wurde er zum SD-Abschnitt Salzburg kommandiert, wo er am 3. Mai 1945 von der US-Armee verhaftet wurde.
Später war Biederbick beim Leske Verlag und ab 1962 bei der Hamburger Hauptstelle für Befragungswesen beschäftigt.

## Schriften
- Der Deutsche Reichstag zu Regensburg im Jahrzehnt nach dem Spanischen Erbfolgekrieg, 1714-1724. Der Verlauf der Religionsstreitigkeiten und ihre Bedeutung für den Reichstag. Nolte, Düsseldorf 1937. (Dissertation)
- Separatisten, Landesverräter und politischer Katholizismus. Quellen und Darstellungen zur politischen Kirche. Nordland-Verlag, Berlin 1942.